# Tatsuo Hirano

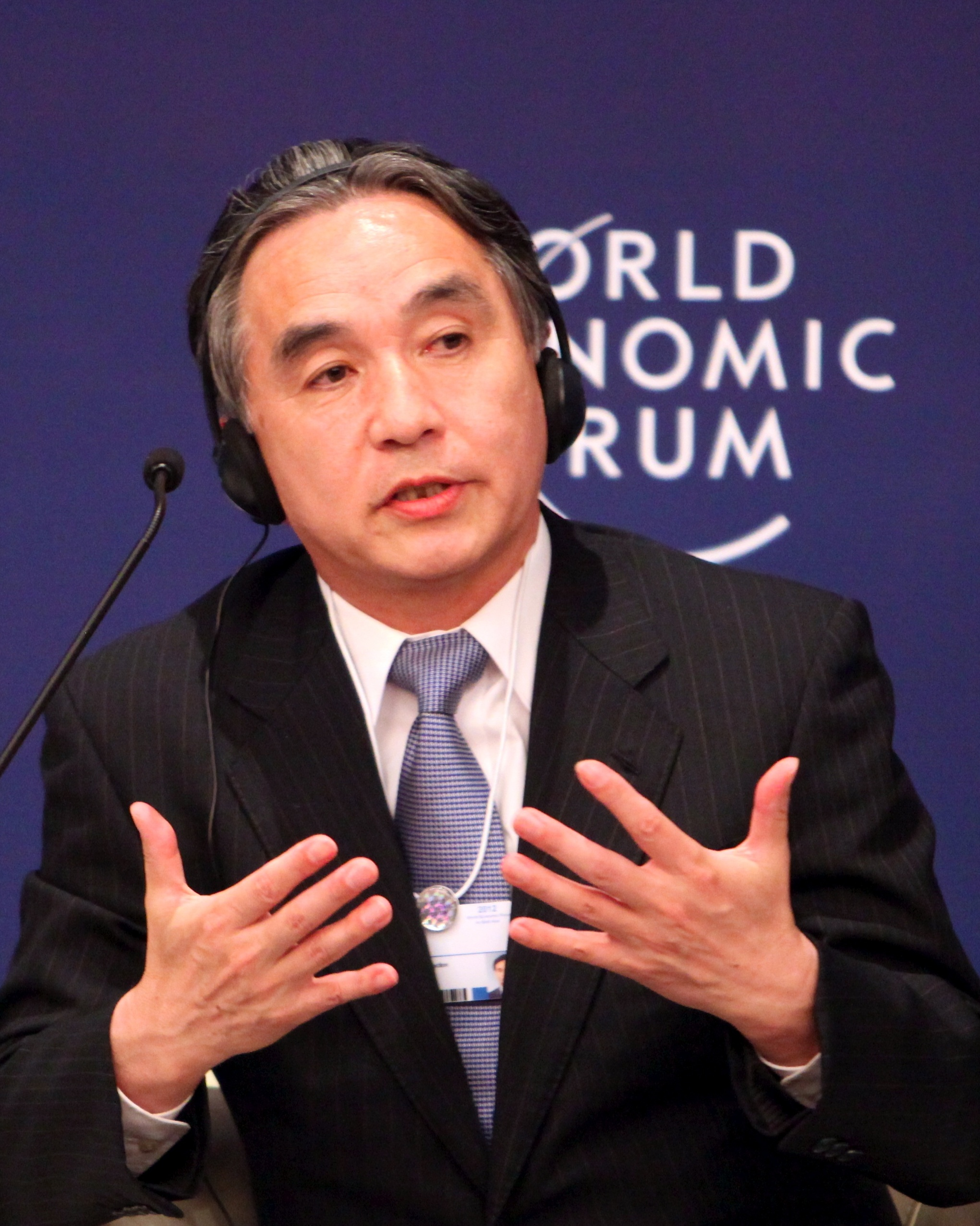
Tatsuo Hirano

Tatsuo Hirano (jap. 平野 達男, Hirano Tatsuo; * 2. Mai 1954 in Kitakami, Präfektur Iwate) ist ein japanischer Politiker (LP→DPJ→parteilos (NRP-Fraktion)→LDP). Von 2001 bis 2019 war er Abgeordneter für Iwate im Sangiin, dem Oberhaus des nationalen Parlaments, von 2011 bis 2012 Minister in den Kabinetten Kan und Noda.
Hirano, Absolvent der landwirtschaftlichen Fakultät der Universität Tokio, wurde nach seinem Abschluss 1977 Beamter im Landwirtschaftsministerium. 1982 absolvierte er ein Graduiertenstudium an der Iowa State University. In den 1990er Jahren entsandte ihn das Ministerium in die Präfekturverwaltung von Iwate. 2000 war er auch als Dozent an der Universität Tokio und am Graduiertenkolleg der Universität Iwate tätig. 2001 beendete er seine Beamtenlaufbahn und wandte sich der Politik zu.
Hirano kandidierte bei der Sangiin-Wahl 2001 in Iwate (ein Mandat pro Wahl) für die Liberale Partei von Ichirō Ozawa, ebenfalls aus Iwate, und gewann knapp um rund 6.000 Stimmen gegen den ehemaligen Landwirtschafts- und Verteidigungsminister Tokuichirō Tamazawa (LDP). 2003 wurde die Liberale Teil der Demokratischen Partei, für die Hirano 2007 mit deutlicher Mehrheit wiedergewählt wurde. Im Sangiin war er 2009 Vorsitzender des Landwirtschafts-, 2010 des Haushaltsausschusses. Im September 2010 wurde er unter dem Kabinett Kan „Vizeminister“ im Kabinettsbüro, wo er für das 2009 geschaffene „Nationale Strategiebüro“ zuständig war, das das Primat der Politik bei der Erstellung des Haushalts sicherstellen soll. 2011 übernahm er die Zuständigkeit für den Wiederaufbau nach dem Großen Ostjapanischen Erdbeben. Im Juli 2011 ersetzte er den zurückgetretenen zuständigen Staatsminister Ryū Matsumoto im Kabinett Kan und wurde von Yoshihiko Noda im September 2011 in gleicher Funktion in dessen Kabinett übernommen. Im Februar 2012 wurde er anlässlich der Einrichtung der Wiederaufbaubehörde der erste „Wiederaufbauminister“ (fukkō-daijin) und gab die Zuständigkeit für Katastrophenschutz an Masaharu Nakagawa ab. Er blieb bis zum Regierungswechsel im Dezember 2012 Minister.
Im März 2013 kündigte Hirano an, die Demokratische Partei verlassen zu wollen und als Unabhängiger bei der bevorstehenden Sangiin-Wahl 2013 anzutreten. Gegen Kandidaten sowohl von Liberaldemokratischer als auch Demokratischer Partei sowie Ichirō Ozawas Seikatsu no Tō und zwei weitere Kandidaten von KPJ und HRP wurde Hirano mit 243.368 Stimmen (39,7 %) im Amt bestätigt. Nach der Wahl schloss er sich der Fraktion der Shintō Kaikaku an. Kurz nach der Sangiin-Wahl 2016, nach der die LDP über 121 der 242 Sitze verfügte, trat Hirano der LDP bei (beantragt 12. Juli, vollzogen 23. Juli) und verschaffte dieser damit die erste eigenständige Senatsmehrheit seit 1989.
Bei der Sangiin-Wahl 2019 unterlag Hirano mit 46,3 % der Stimmen knapp dem Mitte-links-Oppositionskandidaten Takanori Yokosawa (49,0 %; nach der Wahl zur DVP).